# Fritz Klein (psychiatra)
Fritz Klein (ur. 27 grudnia 1932 w Wiedniu, zm. 24 maja 2006 w San Diego) – amerykański psychiatra i seksuolog, twórca złożonej tabeli orientacji seksualnej będącej rozwinięciem jednoaspektowej skali Kinseya. Jeden z pionierów badań na biseksualizmem, autor licznych publikacji, twórca Amerykańskiego Instytutu Biseksualności (1998), organizator konferencji oraz forów dyskusyjnych na temat biseksualizmu, działacz na rzecz osób biseksualnych. 
Pochodził z rodziny żydowskiej, jako dziecko uciekł wraz z rodziną przed antysemityzmem do Nowego Jorku. W 1971 ukończył medycynę na Uniwersytecie Berneńskim. Dyplomy uzyskał także na Columbia University oraz Yeshiva University.
Klein sam był biseksualny. Gdy w 1974 zaskoczyły go braki w literaturze na temat jego orientacji, założył w Nowym Jorku pierwszą na świecie grupę wsparcia dla osób biseksualnych ("The Bisexual Forum").
24 maja 2006 roku zmarł na zawał serca w swoim domu w San Diego, w wieku 73 lat. W tym samym roku zdiagnozowano u niego raka. Jego życiowym partnerem był Tom Reise.